# Somalia ai Giochi della XXIX Olimpiade
La Somalia ha partecipato alle Olimpiadi di Pechino dall'8 al 24 agosto 2008 non riuscendo però a vincere nessuna medaglia.

## Atletica leggera
| Atleta                 | Evento | Batteria | Batteria  | Quarti di finale  | Quarti di finale  | Semifinale        | Semifinale        | Finale            | Finale            |
| Atleta                 | Evento | Tempo    | Posizione | Tempo             | Posizione         | Tempo             | Posizione         | Tempo             | Posizione         |
| ---------------------- | ------ | -------- | --------- | ----------------- | ----------------- | ----------------- | ----------------- | ----------------- | ----------------- |
| Samia Yusuf Omar       | 200 m  | 32"16    | 46        | Non ha proseguito | Non ha proseguito | Non ha proseguito | Non ha proseguito | Non ha proseguito | Non ha proseguito |
| Abdinasir Said Ibrahim | 5000 m | 14'21"58 | 37        | Non ha proseguito | Non ha proseguito | Non ha proseguito | Non ha proseguito | Non ha proseguito | Non ha proseguito |